# Kowarski-Syndrom
Das Kowarski-Syndrom bezeichnet einen Kleinwuchs durch Störung der Produktion von Wachstumshormon. Dadurch kommt es zu einer Wachstumsverzögerung und zum Kleinwuchs.
Die Bezeichnung bezieht sich auf eine Beschreibung durch den US-amerikanischen Kinderarzt und Endokrinologen Allen Avinoam Kowarski aus dem Jahre 1978.
Synonyme sind Wachstumshormonmangel Typ 1 und englisch Biodefective Growth Hormone; Pituitary Dwarfism with Normal Immunireactive Growth Hormone and Low Somatomedin.

## Verbreitung
Die Häufigkeit wird mit unter 1 zu 1.000.000 angegeben, die Vererbung erfolgt autosomal-rezessiv.

## Ursache
Der Erkrankung liegen Mutationen im GH1-Gen im Chromosom 17 am Genort q23.3 zugrunde, wodurch das HG-Molekül seine biologische Aktivität verliert.

## Klinische Erscheinungen
Klinische Kriterien sind:
- Bereits beim Neugeborenen oder Kleinkind verzögertes Wachstum mit Kleinwuchs
- Wachstumshormonspiegel normal oder leicht erhöht
- Insulin-like-growth-factor-I (IGF-I) erniedrigt
- Gutes Ansprechen auf Therapie mit rekombinantem Wachstumshormon.[1]